# Branchellion ravenelii
Branchellion ravenelii är en ringmaskart som först beskrevs av Girard 1850.  Branchellion ravenelii ingår i släktet Branchellion och familjen fiskiglar. Inga underarter finns listade i Catalogue of Life.